# Nephelium reticulatum
Nephelium reticulatum är en kinesträdsväxtart som beskrevs av Ludwig Radlkofer. Nephelium reticulatum ingår i släktet Nephelium och familjen kinesträdsväxter. Inga underarter finns listade i Catalogue of Life.